# Tosa obake zōshi

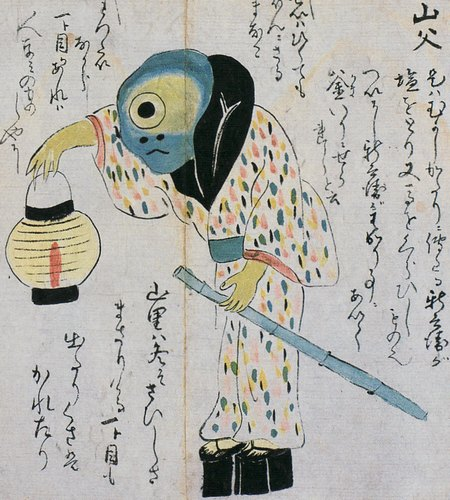
Yamajijii extrait d'une version d'une collection privée du Tosa obake zōshi

Le Tosa obake zōshi (土佐お化け草紙) est un emaki yōkai japonais. Situé dans la province de Tosa (de nos jours préfecture de Kōchi), il compte au total 16 sections consacrées aux yōkai. sa période de création a été déterminée dater de l'époque d'Edo. Son auteur est inconnu. Il en existe deux exemplaires, l'un dans une collection privée et l'autre dans la collection du comité d'Éducation de la ville de Sakawa dans la préfecture de Kōchi .

## Sommaire
Au début de chacun des 16 contes de yōkai, les yōkai de chaque région du Japon se réunissent dans la ville de Tosa et à l'aube se dispersent et mettent fin à la scène. Les yōkai possèdent une épaisse couleur locale et c'est une œuvre qui suscite l'intérêt profond relativement à une iconisation des contes yokai de ces époques et aux représentations naïvement enfantines qui ont été évaluées comme celles qui permettent de se sentir proche des yōkai plutôt que de montrer leur caractère effrayant,. Le fait que cela se produit dans les contes racontés à Tosa à l'époque d'Edo comme les kechibi et les yamajijii parmi d'autres, est une autre caractéristique qui est abordée,.
Dans la collection privée, on peut voir qu'ils ont été réalisés à partir du milieu à la fin de lépoque d'Edo. Selon le post-scriptum rédigé lorsque les feuilles d'extrémité ont été restaurées après la guerre, le chef karō de Tosa, le cardeur de la famille Fukao, a reçu ce travail de Masanari Eisuke le 3e de la famille Yoshimoto qui a travaillé pour eux pendant des années, depuis l'ère Kan'en 2 (1749), et la sixième fille de la famille Takehira l'a fait entrer dans la famille dans laquelle elle s'est mariée et à partir de l'ère Heisei, il a été transmis dans cette famille,. Selon le post-scriptum, il a été utilisé par un jeune seigneur pour rester sur la nuit et l'auteur est considéré non pas comme un artiste célèbre de yôkai et yūrei etc. mais plutôt un artiste anonyme qui a vécu à la campagne,.
À la même époque, les œuvres de la collection du comité d'Éducation de Sawaka ont été, selon les déclarations à la fin du livre, réalisées au cours de l'ère Ansei 6 (1859). Elles sont à peu près les mêmes que celles de la collection privée et les contes de yōkai indiqués précédemment et insinue de la sorte que cet emaki a été élaboré par la suite à cet endroit, ou a été dessiné comme copie de la collection privée,. Cependant, on peut voir que la séquence des contes et les caractéristiques des yōkai sont différentes de sorte qu'il ne peut pas être dit qu'il s'agit simplement d'une reproduction et la chronologie des propriétaires de la collection du comité d'Éducation de la ville de Sawaka n'est pas claire non plus, aussi la façon dont le livre a été rédigé et transmis attend encore un travail de recherche.

## Source de la traduction
- (en) Cet article est partiellement ou en totalité issu de l’article de Wikipédia en anglais intitulé « Tosa Obake Zōshi » (voir la liste des auteurs).